# آش قیسی
آش قیسی یکی از غذاهای سنتی استان همدان است که از قیسی، برگ آلو، برنج، گوشت و حبوباتی همچون نخود و لوبیا برای پختن آن استفاده می‌شود به طوریکه در نهایت آشی ملس سر سفره‌ها جای می‌گیرد.